# Anno 1790
Anno 1790, es una serie de televisión sueca transmitida del 24 de octubre de 2011 hasta el 26 de diciembre de 2011 por medio de la cadena SVT1.
La serie contó con la participación de actores invitados como Jens Hultén, Ola Rapace, Filip Berg, Simon J. Berger, Andreas La Chenardière, Claes Ljungmark, Sten Ljunggren, Jessica Zandén, Philip Hughes, Josef Säterhagen, Louise Peterhoff, Cecilia Forss, Annika Hallin, Jonas Malmsjö, entre otros...

## Historia
La serie se centra en Johan Gustav Dåådh, un médico del antiguo ejército de la guerra ruso-sueca (1788-1790), ahora convertido en un inspector de la policía en Estocolmo. Dåådh es un firme partidario del republicanismo y ha abrazado la filosofía de libre pensamiento de Voltaire, pronto se enamora de Magdalena Walhstedt, la esposa de Carl Fredrik, su jefe, con quien comparte la misma visión del mundo y esto los lleva a iniciar una relación romántica. 
Dåådh lucha por cambiar el mundo actual, mientras que intenta convencer a sus amigos revolucionarios para que no ejerzan violencia y la lucha armada.
El ayudante del inspector Dåådh, es Simon Freund, quien es completamente opuesto al inspector, Freund es un hombre conservador con una fuerte fe en Dios a pesar de tener un mal hábito de beber, por lo que en ocasiones se encuentran con ideas opuestas.
Por otro lado Johan tiene constantes enfrentamientos con el oficial Olof Nordin, quien busca la forma de destruir al inspector Dåådh.

## Personajes

### Personajes principales
| Actor                 | Personaje              | Ocupación                      | N.º de episodios | Duración |
| --------------------- | ---------------------- | ------------------------------ | ---------------- | -------- |
| Peter Eggers          | Johan Gustav Dåådh     | Inspector y Comisario / Médico | 10               | 2011     |
| Linda Zilliacus       | Magdalena Wahlstedt    | -                              | 10               | 2011     |
| Joel Spira            | Simon Freund           | Ayudante de Dåådh              | 10               | 2011     |
| Johan H:son Kjellgren | Carl Fredrik Wahlstedt | Jefe de Policía de Estocolmo   | 10               | 2011     |
| Richard Turpin        | Olof Nordin            | Oficial de Estocolmo           | 10               | 2011     |

### Personajes recurrentes
| Actor             | Personaje             | Ocupación               | N.º de episodios | Duración |
| ----------------- | --------------------- | ----------------------- | ---------------- | -------- |
| Irma von Platen   | Johanna Westling      | Mucama de los Wahlstedt | 8                | 2011     |
| Noel Sandell      | Carl August Wahlstedt | Hijo de Magdalena       | 8                | 2011     |
| Felicia Truedsson | Anna-Sophia Wahlstedt | Hija de Magdalena       | 8                | 2011     |
| Sara Turpin       | Märta Raxelius        | Enemiga de Dåådh        | 7                | 2011     |
| Philip Panov      | Pontus                | -                       | 5                | 2011     |
| Ann-Sofie Nurmi   | Torgmadam             | -                       | 4                | 2011     |
| Happy Jankell     | Clara                 | -                       | 2                | 2011     |
| Emma Mehonic      | Lovisa                | -                       | 2                | 2011     |
| Marcus Vögeli     | Jon Eriksson          | Esposo de Johanna       | 1                | 2011     |

## Episodios
La primera temporada de la serie estuvo conformada por 10 episodios, cada episodio con una duración de 1 hora.
La serie está inspirada en la Revolución Francesa y las nuevas ideas de su tiempo.

## Producción
La serie está basada en una idea original del productor Johan Mardell y del escritor principal Jonas Frykberg.
Dirigida por Rickard Petrelius, Levan Akin y Kristina Humle, fue escrita por Frykberg, Tomas Blom, Alex Haridi y Sara Heldt.
Producida por Renée Axö, contó con el apoyo de los productores ejecutivos Stefan Baron y Johan Mardell.
La cinematografía de la serie estuvo en manos de Geir Hartly Andreassen, Jan Jonaeus y Björn Tjärnberg.
La serie contó con la participación de las compañías de producción "Arbeitsgemeinschaft der öffentlich-rechtlichen Rundfunkanstalten der Bundesrepublik Deutschland (ARD)", "Pampas Produktion", "Sveriges Television (SVT)", "TV2 Norge" y "Yleisradio (YLE)".
En el 2011 fue distribuida por "Sveriges Television (SVT)" en Suecia y por "Yleisradio (YLE)" en Finlandia.
Filmada en Hällabrottet, Örebro län y en Estocolmo, Provincia de Estocolmo, en Suecia. 
La serie fue estrenada el 24 de octubre del 2011 con una duración de 60 minutos cada uno de sus episodios.

### Emisión en otros países
| País      | Título   | Cadena        | Fecha de Inicio                                           | Fecha de Finalización |
| --------- | -------- | ------------- | --------------------------------------------------------- | --------------------- |
| Argentina | -        | Europa Europa | 2016                                                      | -                     |
| Chile     | -        | Europa Europa | 2016                                                      | -                     |
| Finlandia | AD 1790  | -             | 24 de octubre de 2011 13 de abril de 2016 (relanzamiento) | -                     |
| México    | Año 1790 | Europa Europa | 2016                                                      | -                     |